# نيلوفر بذيرا
نيلوفر بازيرا (1973 -) هي مخرجة وممثلة وصحافية كندية من أصل أفغاني، ومؤلفة حائزة على جائزة. نشأت في كابول، أفغانستان، حيث عاشت عشر سنوات تحت الاحتلال السوفياتي قبل الهروب مع عائلتها إلى باكستان، ومن هناك، هاجروا إلى نيو برونزويك، كندا، منذ أكثر من عشرين عاماً.
ولدت في الهند حيث كان والدها الطبيب الأفغاني يعمل مع منظمة الصحة العالمية.

## مسيرتها

### في السينما
في عام 1996، حاولت نيلوفر العودة إلى أفغانستان - التي كانت لا تزال تحت حكم طالبان - للعثور على صديقة طفولتها المفقودة، وعلى الرغم من عدم نجاحها في ذلك، فقد أصبحت نجمة فيلم قندهار، وهو فيلم روائي شهير للغاية (قدم في مهرجان كان السينمائي عام 2001) الذي استند على رحلتها، وحصلت على جائزة أفضل ممثلة من قبل مهرجان سينما دو مونتريال لأدائها في قندهار.
كما ساعدت اليونسكو كسفيرة للنوايا الحسنة في عملها الثقافي داخل أفغانستان، وقد كانت عضواً في لجنة التحكيم في عدد من المهرجانات السينمائية بما فيها لوكارنو وجنيف وساو باولو وإدنبره ومونتريال.
نيلوفر في وقت لاحق مثلت، وشاركت في إنتاج وإخراج، فيلم «العودة إلى قندهار»، الذي فاز بجائزة الجوزاء سنة 2003 في كندا، كما ظهرت في فيلم كريستيان فراي الوثائقي، «بوذا العملاق».
في عام 2008، إخرجت وإنتجت فيلم «تجربة الأداء» وثائقي عن الصور والسينما في أفغانستان الذي عرض لأول مرة في مهرجان (Hot Docs) الكندي الدولي للأفلام الوثائقية.
وهي كاتبة ومخرجة فيلم «قانون ديشونور» (2010)، وهو فيلم روائي كبير عن جرائم الشرف ومحنة اللاجئين العائدين.

### في الصحافة
أخرجت عدداً من الأفلام الوثائقية، وعملت لصالح هيئة الإذاعة الكندية (CBC) في تلفزيون سي بي سي وراديو سي بي سي.
عملها الإذاعي الوثائقي «عن الجنة والفشل»، عن مصير مفجر انتحاري شاب وعائلته، كان الفائز بالميدالية الفضية في حفل جوائز نيويورك لوسائل الإعلام.
كتبت لصالح «نجمة تورنتو»، و«الإنديبندنت» اللندنية، ومجلة الفيلم البريطاني «البصر والصوت»، والعديد من المنشورات الأخرى.

## أعمالها

### روايات
- بساط من الزهر الأحمر[5]

### أفلام
- Kandahar
- Return to Kandahar
- The Giant Buddhas
- Audition
- Act of Dishonour

## وصلات خارجية
- نيلوفر بذيرا على موقع IMDb (الإنجليزية)
- نيلوفر بذيرا على موقع ألو سيني (الفرنسية)
- نيلوفر بذيرا على موقع قاعدة بيانات الأفلام السويدية (السويدية)
- نيلوفر بذيرا على موقع قاعدة بيانات الفيلم (الإنجليزية)
- نيلوفر بذيرا على موقع كينوبويسك (الروسية)
- Dyana Afghan Women's Fund